# AGO-Aqua Service
L'equip AGO-Aqua Service (codi UCI: AAS), conegut anteriorment com a Idemasport-Biowanze o Color Code, és un equip ciclista belga, de ciclisme en ruta. Creat al 2012, té categoria continental.

## Principals resultats
- Gran Premi Criquielion: Boris Vallée (2013))

### A les grans voltes
- Giro d'Itàlia
  - 0 participacions
- Tour de França
  - 0 participacions
- Volta a Espanya
  - 0 participacions

## Composició de l'equip
| \| Llista de l'equip 2016 \| Llista de l'equip 2016 \| Llista de l'equip 2016 \| Llista de l'equip 2016 \| \| Ciclista \| Data de naixement \| Equip previ \| \| \| -------------------------------------------------------- \| ---------------------- \| ------------------------------------------ \| ---------------------- \| \| Charlie Arimont \| 3 de juny de 1996 \| \| \| \| Wallace Bero \| 21 de febrer de 1997 \| \| \| \| Gordon De Winter \| 6 de juny de 1997 \| Verandas Willems-Crabbé-CC Chevigny (2015) \| \| \| Hugo De Winter \| 30 de desembre de 1996 \| Verandas Willems-CC Chevigny (2014) \| \| \| Johan Hemroulle \| 5 de agost de 1995 \| BMC Development (2015) \| \| \| Julien Kaise \| 12 de gener de 1995 \| \| \| \| Antoine Loy \| 22 de setembre de 1996 \| \| \| \| Rémy Mertz \| 17 de juliol de 1995 \| Verandas Willems-CC Chevigny (2013) \| \| \| Julien Mortier \| 20 de juliol de 1997 \| \| \| \| Martin Palm \| 14 de juny de 1996 \| Verandas Willems-CC Chevigny (2014) \| \| \| Maximilien Picoux \| 12 de novembre de 1995 \| \| \| \| Ludovic Robeet \| 22 de maig de 1994 \| UC Seraing Crabbé Performance (2012) \| \| \| Franklin Six \| 29 de desembre de 1996 \| \| \| \| Lionel Taminiaux \| 21 de maig de 1996 \| Verandas Willems-CC Chevigny (2014) \| \| \| Marvin Tasset \| 26 de octubre de 1997 \| \| \| \| \| \| \| \| \| Fonts: ProCyclingStats Cycling Quotient Cycling Archives \| \| \| \|Nota: Marvin Tasset missing qualifiers by rider |                        |                                            |  |
| Llista de l'equip 2016 |                        |                                            |  |
| Ciclista | Data de naixement      | Equip previ                                |  |
| Charlie Arimont | 3 de juny de 1996      |                                            |  |
| Wallace Bero | 21 de febrer de 1997   |                                            |  |
| Gordon De Winter | 6 de juny de 1997      | Verandas Willems-Crabbé-CC Chevigny (2015) |  |
| Hugo De Winter | 30 de desembre de 1996 | Verandas Willems-CC Chevigny (2014)        |  |
| Johan Hemroulle | 5 de agost de 1995     | BMC Development (2015)                     |  |
| Julien Kaise | 12 de gener de 1995    |                                            |  |
| Antoine Loy | 22 de setembre de 1996 |                                            |  |
| Rémy Mertz | 17 de juliol de 1995   | Verandas Willems-CC Chevigny (2013)        |  |
| Julien Mortier | 20 de juliol de 1997   |                                            |  |
| Martin Palm | 14 de juny de 1996     | Verandas Willems-CC Chevigny (2014)        |  |
| Maximilien Picoux | 12 de novembre de 1995 |                                            |  |
| Ludovic Robeet | 22 de maig de 1994     | UC Seraing Crabbé Performance (2012)       |  |
| Franklin Six | 29 de desembre de 1996 |                                            |  |
| Lionel Taminiaux | 21 de maig de 1996     | Verandas Willems-CC Chevigny (2014)        |  |
| Marvin Tasset | 26 de octubre de 1997  |                                            |  |
| |                        |                                            |  |
| Fonts: ProCyclingStats Cycling Quotient Cycling Archives |                        |                                            |  |

| \| Llista de l'equip 2017 \| Llista de l'equip 2017 \| Llista de l'equip 2017 \| Llista de l'equip 2017 \| \| Ciclista \| Data de naixement \| Equip previ \| \| \| ------------------------------------------------ \| ---------------------- \| ------------------------------------------ \| ---------------------- \| \| Charlie Arimont \| 3 de juny de 1996 \| \| \| \| Arthur Baude \| 7 de gener de 1998 \| \| \| \| Gordon De Winter \| 6 de juny de 1997 \| Verandas Willems-Crabbé-CC Chevigny (2015) \| \| \| Hugo De Winter \| 30 de desembre de 1996 \| Verandas Willems-CC Chevigny (2014) \| \| \| Anthony Debuy \| 11 de abril de 1996 \| \| \| \| Pierre Goebeert \| 28 de gener de 1997 \| \| \| \| Antoine Loy \| 22 de setembre de 1996 \| \| \| \| Kenny Molly \| 24 de desembre de 1996 \| Klein Constantia (2016) \| \| \| Sylvain Moniquet \| 14 de gener de 1998 \| \| \| \| Julien Mortier (1 de gen–31 de jul) \| 20 de juliol de 1997 \| \| \| \| Martin Palm \| 14 de juny de 1996 \| Verandas Willems-CC Chevigny (2014) \| \| \| Yann Pestiaux \| 5 de agost de 1998 \| \| \| \| Thomas Petit \| 17 de novembre de 1996 \| T.Palm-Pôle Continental Wallon (2016) \| \| \| Franklin Six \| 29 de desembre de 1996 \| \| \| \| Lionel Taminiaux \| 21 de maig de 1996 \| Verandas Willems-CC Chevigny (2014) \| \| \| Marvin Tasset \| 26 de octubre de 1997 \| \| \| \| Maxence Moncassin (1 de ago–31 de des, aprenent) \| 26 de gener de 1997 \| \| \| \| Norman Vahtra (1 de ago–31 de des, aprenent) \| 23 de novembre de 1996 \| Rein Taaramäe Rattaklubi (2016) \| \| \| \| \| \| \| \| Fonts: ProCyclingStats Cycling Quotient \| \| \| \|Nota: Marvin Tasset missing qualifiers by rider |                        |                                            |  |
| Llista de l'equip 2017 |                        |                                            |  |
| Ciclista | Data de naixement      | Equip previ                                |  |
| Charlie Arimont | 3 de juny de 1996      |                                            |  |
| Arthur Baude | 7 de gener de 1998     |                                            |  |
| Gordon De Winter | 6 de juny de 1997      | Verandas Willems-Crabbé-CC Chevigny (2015) |  |
| Hugo De Winter | 30 de desembre de 1996 | Verandas Willems-CC Chevigny (2014)        |  |
| Anthony Debuy | 11 de abril de 1996    |                                            |  |
| Pierre Goebeert | 28 de gener de 1997    |                                            |  |
| Antoine Loy | 22 de setembre de 1996 |                                            |  |
| Kenny Molly | 24 de desembre de 1996 | Klein Constantia (2016)                    |  |
| Sylvain Moniquet | 14 de gener de 1998    |                                            |  |
| Julien Mortier (1 de gen–31 de jul) | 20 de juliol de 1997   |                                            |  |
| Martin Palm | 14 de juny de 1996     | Verandas Willems-CC Chevigny (2014)        |  |
| Yann Pestiaux | 5 de agost de 1998     |                                            |  |
| Thomas Petit | 17 de novembre de 1996 | T.Palm-Pôle Continental Wallon (2016)      |  |
| Franklin Six | 29 de desembre de 1996 |                                            |  |
| Lionel Taminiaux | 21 de maig de 1996     | Verandas Willems-CC Chevigny (2014)        |  |
| Marvin Tasset | 26 de octubre de 1997  |                                            |  |
| Maxence Moncassin (1 de ago–31 de des, aprenent) | 26 de gener de 1997    |                                            |  |
| Norman Vahtra (1 de ago–31 de des, aprenent) | 23 de novembre de 1996 | Rein Taaramäe Rattaklubi (2016)            |  |
| |                        |                                            |  |
| Fonts: ProCyclingStats Cycling Quotient |                        |                                            |  |

## Classificacions UCI

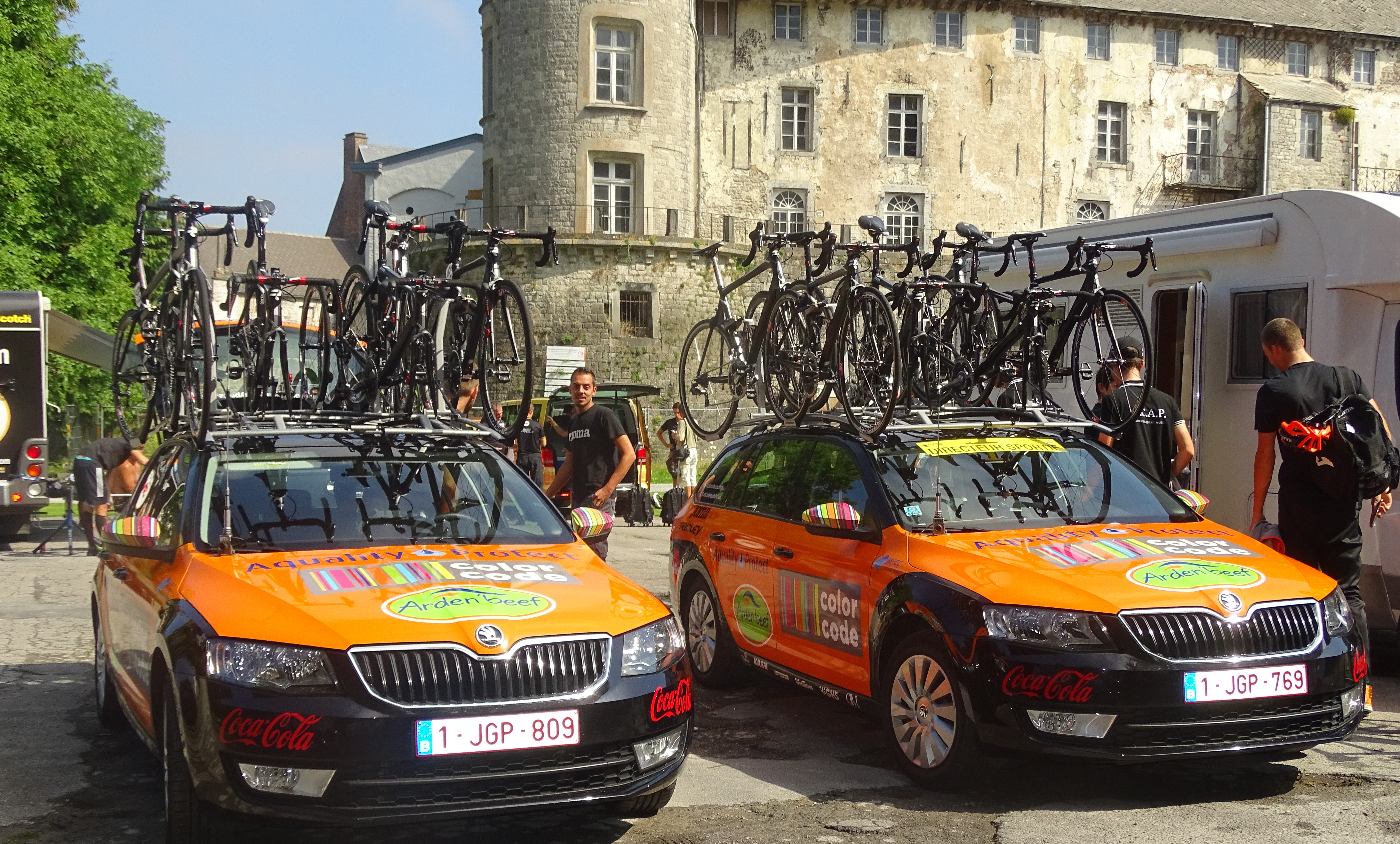
Vehicles de l'equip al 2015

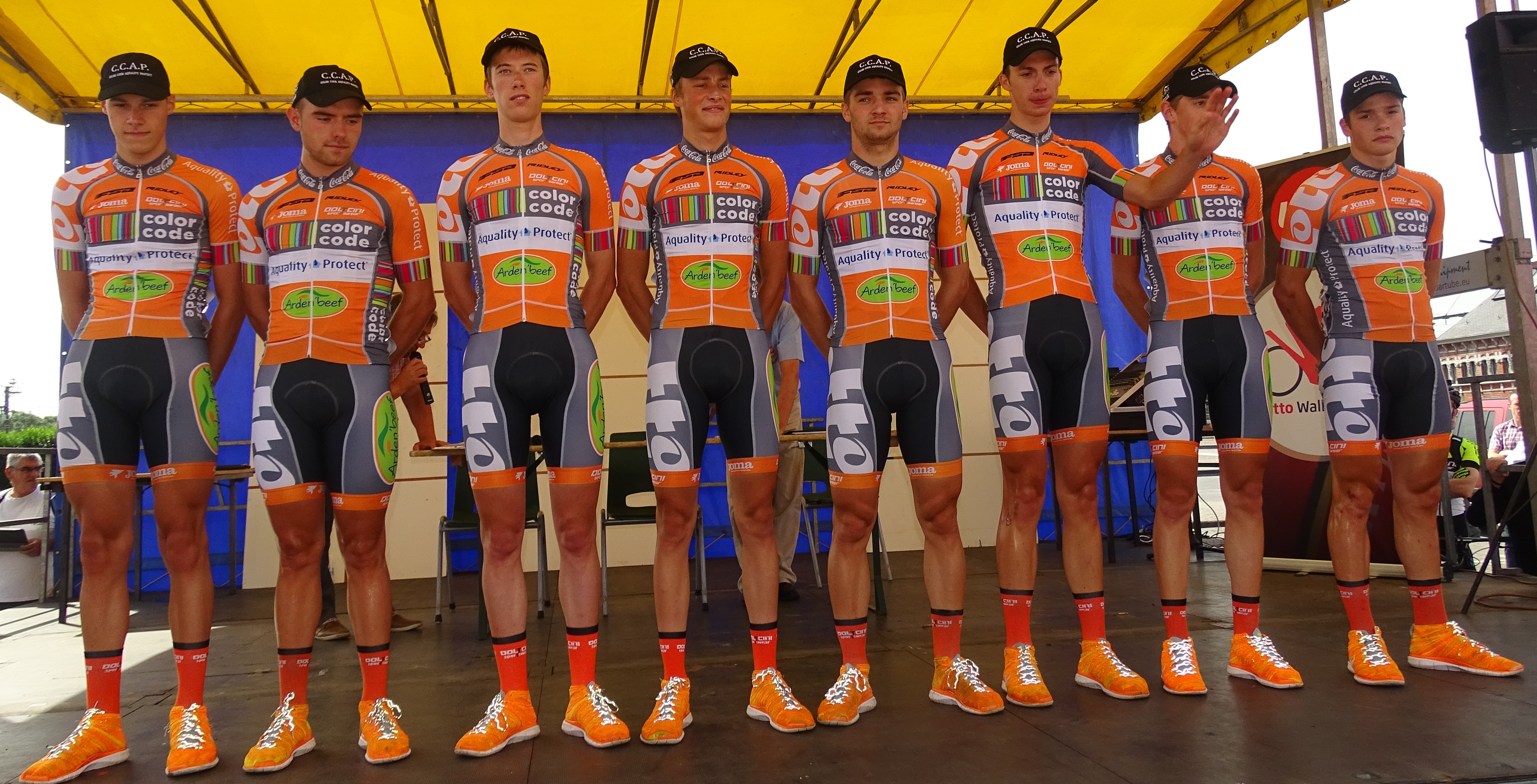
L'equip al 2015

A partir del 2012, l'equip participa en els Circuits continentals de ciclisme. La següent classificació estableix la posició de l'equip en finalitzar la temporada.
UCI Europa Tour
| Temporada | Classificació per equips | Millor ciclista en la classificació individual |
| --------- | ------------------------ | ---------------------------------------------- |
| 2012      | 78è                      | Antoine Demoitié (240è)                        |
| 2013      | 74è                      | Boris Vallée (185è)                            |
| 2014      | 81è                      | Antoine Warnier (424è)                         |
| 2015      | 119è                     | Jimmy Duquennoy (752è)                         |
| 2016      | 96è                      | Rémy Mertz (883è)                              |
| 2017      | 80è                      | Norman Vahtra (496è)                           |